# Pastoral Symphony
La Simfonia núm. 3 de Ralph Vaughan Williams, publicada com a Simfonia Pastoral i no numerada fins més tard, es va completar el 1922. Es va estrenar a Londres el 16 de gener de 1922 dirigida per Adrian Boult. La va revisar el 1955.
Concebuda per primera vegada al camp del nord de França cap al final de la Primera Guerra Mundial, on el compositor va servir a la Royal Army Medical Corps, després d'escoltar un corneta practicant i tocant accidentalment un interval d'una setena en lloc d'una octava⁣; això finalment va conduir a la cadenza de trompeta en el segon moviment.
L'obra és una de les simfonies menys interpretades de Vaughan Williams, però s'ha guanyat la reputació de ser una elegia subtilment bella per als morts de la Primera Guerra Mundial i una meditació sobre els sons de la pau. Com moltes de les obres del compositor, la Simfonia Pastoral no és programàtica, però el seu esperit és evocador. La simfonia té una certa igualtat d'humor en tota ella, cap dels moviments és especialment ràpid o optimista, un aire de tranquil·litat que es pot percebre en part com una celebració del retorn de la pau, descrit en les mateixes notes del programa del compositor en la primera actuació com «quasi completament tranquil i contemplatiu» però hi ha seccions extravertides aïllades.
La simfonia va ser descartada per Constant Lambert, que va escriure que la seva «creació d'un tipus particular d'estat d'ànim gris, reflexiu i de paisatge anglès ha superat les exigències de la forma simfònica». El comentari sovint citat de Peter Warlock que «tot és una mica massa com una vaca mirant per sobre d'una porta» era de fet un comentari sobre l'estil de Vaughan Williams en general, i no estava dirigit específicament a la Simfonia Pastoral, que ell mateix va descriure com «una obra realment esplèndida» i «la millor música orquestral anglesa d'aquest segle».

## Estructura
La simfonia consta de quatre moviments:

### I.Molto moderato
La simfonia trenca amb la tradició en el seu primer moviment, pel fet que es desenvolupa en un estat d'ànim totalment meditatiu. Després de les tríades consecutives de l'arpa i del vent-fusta que estableixen l'estat d'ànim de contemplació activa del primer moviment, serveix per introduir un tema interpretat pel violí solista, amb un oboè en estreta imitació.
Segueixen altres temes, amb la trompa anglesa, el violoncel i després altres instruments, que afegeixen les seves variants a la melodia. La secció de desenvolupament és una projecció del violí solista del primer tema, amb contrapunt de la trompa, la flauta, l'oboè i l'arpa. Totes les melodies tenen una versemblança, i es recapitulen i es combinen fins al clímax. Llavors es van amortint per fer la seva sortida.

### II.Lento moderato – Moderato maestoso
El moviment lent s'obre amb un solo de la trompa sobre un acord sostingut de les cordes, un tema desenvolupat després per un solo del violoncel.

El tema després es lliura, amb harmonies canviades, a l'oboè i al clarinet i després a la viola i la flauta sols. Igual que en el primer moviment, les idees flueixen suaument d'una a l'altra, i finalment condueixen a la cadenza de la trompeta. Aquí, l'instrument és una trompeta natural (una trompeta sense vàlvules) en mi{\displaystyle \flat }
, ja que l'intèrpret té instruccions de no utilitzar les vàlvules. Com a resultat, es reprodueix la setena harmònica en comptes de la setena menor normal, de manera que sona lleugerament desafinat segons l'afinació moderna amb el seu equivalent més proper en l'escala temperada.

### III.Moderato pesante
El tercer moviment és com una dansa pesada que es podria anomenar un quasi-scherzo. Malgrat que està marcat com a Moderato pesante, la música mostra més senyals d'activitat. L'origen d'aquest moviment es troba en els esbossos per a l'escena de Falstaff i les fades, un episodi que Vaughan Williams va tractar més tard a A London Symphony.
Una secció Più mosso té una sensació més bulliciosa, amb una melodia àmplia i robusta anunciada per les trompetes i els trombons.
Un tema de trompeta més ràpid genera el primer clímax de la simfonia, que deixa pas a una ornamentació semblant a un trinat d'un ocell en una flauta solista amb les cordes de fons, contestat per un violí solista. El tema del trinat es torna a sentir amb la trompeta i es repeteixen ambdues seccions. La curta i ràpida coda fugal és molt tranquil·la i misteriosa, i delicadament escrita.

### IV.Lento
El moviment final torna a la manera contemplativa dels dos primers moviments, i funciona com a resum i coda a la resta de la simfonia. Comença amb una soprano fora de l'escenari cantant una commovedora cantilena sense paraules sobre un suau tambor.
A mesura que la cançó s'apaga, l'orquestra entra suaument amb una rapsòdia elegíaca i tota la passió fins ara continguda de la música comença a esclatar. El punt àlgid de la simfonia arriba quan tots els violins presenten la melodia d'obertura de la soprano en appassionato. Al final de la simfonia, la soprano torna a cantar la música en silenci.

## Instrumentació
Una interpretació típica de la simfonia dura uns 35 minuts. Està escrita per a una gran orquestra que inclou: 3 flautes (3a doblant amb piccolo), 2 oboès, corn anglès, 3 clarinets (en re♭) i la; 3r doblant en clarinet baix), 2 fagots, 4 trompes (en fa), 3 trompetes (en do, 1 doblant de trompeta natural en mi♭), 3 trombons, tuba, timbales, triangle, plats, timbal, celesta, arpa i cordes, més una soprano sense paraules al 4t moviment.

## Enregistraments
| Any  | Solista             | Director               | Orquestra                                   | Segell              | Núm. de catàleg    |
| ---- | ------------------- | ---------------------- | ------------------------------------------- | ------------------- | ------------------ |
| 1952 | Margaret Ritchie    | Adrian Boult           | London Philharmonic Orchestra               | Decca               | (LP) LXT 2787      |
| 1966 | Valerie Hill        | Adrian Boult           | BBC Symphony Orchestra                      | BBC Radio Classics  | (LP) 15656 91642   |
| 1968 | Margaret Price      | Adrian Boult           | New Philharmonia                            | HMV                 | (LP) ASD 2393      |
| 1971 | Heather Harper      | André Previn           | London Symphony Orchestra                   | RCA                 | (LP) SB 6861       |
| 1987 | Yvonne Kenny        | Bryden Thomson         | London Symphony Orchestra                   | Chandos             | (CD) CHAN 8594     |
| 1988 | Yelena Dof-Donskaya | Gennadi Rozhdestvensky | USSR Ministry of Culture Symphony Orchestra | Melodiya            | (LP) 2170          |
| 1991 | Alison Barlow       | Vernon Handley         | Royal Liverpool Philharmonic Orchestra      | EMI Eminence        | (CD) CD-EMX 2192   |
| 1991 | Linda Hohenfeld     | Leonard Slatkin        | Philharmonia Orchestra                      | RCA Victor Red Seal | (CD) 09026 61194-2 |
| 1992 | Patricia Rozario    | Kees Bakels            | Bournemouth Symphony Orchestra              | Naxos               | (CD) 8.550733      |
| 1996 | Patricia Rozario    | Andrew Davis           | BBC Symphony Orchestra                      | Teldec              | (CD) 0630-13139-2  |
| 1996 | Amanda Roocroft     | Bernard Haitink        | London Philharmonic Orchestra               | EMI Classics        | (CD) 5 56564 2     |
| 1997 | Rosa Mannion        | Roger Norrington       | London Philharmonic Orchestra               | Decca               | (CD) 458 357-2     |
| 2002 | Rebecca Evans       | Richard Hickox         | London Symphony Orchestra                   | Chandos             | (CD) CHAN 10001    |
| 2013 | Sarah Fox           | Mark Elder             | The Hallé                                   | Hallé               | (CD) CDHLL7540     |
| 2016 | Andrew Staples      | Andrew Manze           | Royal Liverpool Philharmonic Orchestra      | Onyx                | (CD) ONYX 4161     |
| 2020 | Elizabeth Watts     | Martyn Brabbins        | BBC Symphony Orchestra                      | Hyperion            | (CD) CDA68280      |